# صحت‌سنجی مکانی
صحت‌سنجی مکانی (به انگلیسی: Spatial verification) روشی است که با استفاده از آن می‌توان مکان‌های شبیه به هم را به صورت خودکار به وسیله‌ی دنباله‌ای از تصاویر شناسایی کرد. روش کلی با به‌کارگیری روش‌هایی مشابه روش‌های مورد استفاده در ثبت تصویر، شناسایی یک همبستگی بین نقاطی خاص میان تصاویر مجموعه‌ها را شامل می‌شود.
مشکل اصلی، تأثیر داده‌های پرت (که با مدل انتخابی برازش یا مطابقت ندارند) بر تنظیمی است که حداقل مربعات نام دارد (روش تحلیل عددی در چهارچوب بهینه‌سازی ریاضی که با توجه به مجموعه‌ای از جفت‌های ‌ منظم شامل متغیر مستقل، متغیر وابسته و گروهی از توابع، سعی در پیداکردن تابع پیوسته دارد).

## اجماع نمونه تصادفی
جهت جلوگیری از تأثیر داده‌های پرت، که با مدل برازش ندارند، فقط همراستا‌هایی که با مدل مورد نظر تطابق دارند در نظر گرفته می‌شوند. اگر یک داده‌ی پرت برای محاسبه‌ی شرایط فعلی انتخاب شود، خط به‌دست‌آمده از سایر نقاط تصدیق کمی خواهد داشت. الگوریتم اجرایی حلقه‌ای است که مراحل زیر را اجرا می‌کند:
1.    از کل مجموعه داده‌ی ورودی، به صورت تصادفی یک زیرمجموعه را به منظور تخمین مدل برمی‌دارد.
2.    زیرمجموعه‌ی مدل را محاسبه می‌کند. مدل با الگوریتم‌های خطی استاندارد تخمین زده شده‌است.
3.    مقادیر همتای تبدیل را می‌یابد.
4.    در صورتی که خطا مدل کمینه باشد، قابل قبول است و اگر عدد سازگاری‌ها به اندازه‌ی کافی طولانی باشد، زیرمجموعه‌ی نقاط درگیر در گروه اجماعی در نظر         گرفته می‌شود. و تبدیل شده تا مدل تخمینی را در تمام سازگاری‌ها محاسبه کند.

هدف حفظ مدل با بیش‌ترین تعداد تطابق‌هاست و مشکل اصلی تعداد دفعاتی است که بایستی این فرایند را تکرار کرد تا بهترین تخمین از مدل حاصل شود. RANSAC از قبل تعداد تکرارهای الگوریتم را مشخص می‌کند.
جهت مشخص کردن مناظر یا اشیاء، عموماً از از تبدیل‌های آفین برای انجام صحت‌سنجی مکانی استفاده می‌شود.